# Atletika na Letních olympijských hrách 1964 – 100 metrů ženy
 Běh na 100 metrů žen na Letních olympijských hrách 1964 se uskutečnil ve dnech 15. a 16. října na Olympijském stadionu v Tokiu. 

## Výsledky finálového běhu
| *                | jméno            | země                   | čas  |
| ---------------- | ---------------- | ---------------------- | ---- |
| Zlatá medaile    | Wyomia Tyusová   | Spojené státy americké | 11,4 |
| Stříbrná medaile | Edith McGuire    | Spojené státy americké | 11,6 |
| Bronzová medaile | Ewa Kłobukowska  | Polsko                 | 11,6 |
| 4                | Marilyn Whiteová | Spojené státy americké | 11,6 |
| 5                | Miguelina Cobián | Kuba                   | 11,7 |
| 6                | Marilyn Blacková | Austrálie              | 11,7 |
| 7                | Halina Górecka   | Polsko                 | 11,8 |
| 8                | Dorothy Hymanová | Velká Británie         | 11,9 |